# Akta grodzkie i ziemskie

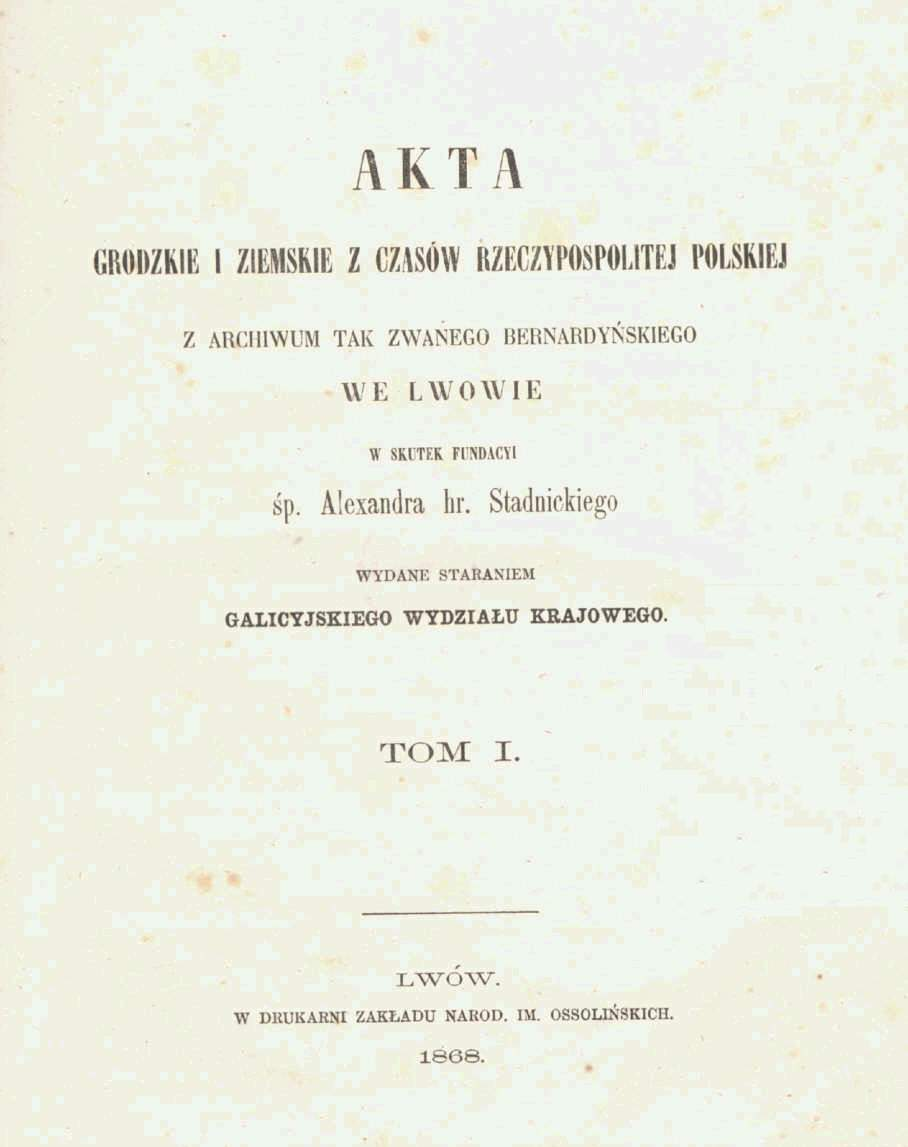
Akta Grodzkie i Ziemskie, 1868

Akta grodzkie i ziemskie z czasów Rzeczypospolitej polskiej z Archiwum tak zwanego bernardyńskiego we Lwowie — собрание документов и материалов по истории Галичины XIII—XVIII веков, хранившихся в фондах Львовского краевого архива монастыря бернардинцев.
Издан в 25 томах в течение 1868—1935 годов. Отбор документов для публикации проводился из таких собраний городских и земских судебных актов, как Белзское, Буское, Галицкое, Жидачовское, Львовское, Самборское, Теребовлянское, а также судебных актов городов, которые ныне находятся на территории Польши, в том числе акты Любачувское, Перемышльское, Саноцкое и других, постановлений сеймиков в городах Судовая Вишня, Галич и др.
Документы к изданию подготовило научное общество во Львове под руководством Галицкого краевого комитета. В состав комиссии по подбору актов входили А. Белёвский, И. Вагилевич, А. Малецкий, А. Петрушевич, С. Савчинский, Л. Татомир, И. Шараневич.
Материалы 20—24-го томов к публикации готовил А. Прохазка, 25-го — А. Прохазка и В. Гуйнош. Все книги напечатаны на средства графини А. Стадницкой.
В 1—10-м томах помещены документы о внутренней истории Галичины за XIII—XVIII века (хозяйство, торговля, церковь): привилегии князей и королей, определения городских и земских судов; среди древнейших — грамота князя Льва Даниловича двум братьям из Литвы на право владения с. Дубоневичи в Перемышльском повяте (т. 1), привилегия короля Казимира ІІІ 1361 года помещику Х. Бибельскому на с. Библо, его же грамота от 1356 года о предоставлении Львову Магдебургского права (т. 3).
Тома 11—19 содержат сборник аннотаций актов с содержанием судебных записей, объединенных хронологически (XV—XVI вв.) и территориально, судов городских и земских, вечевых, коморных, немецкого права. В 20—25-м томах собраны тексты сеймиковых и других постановлений, аналогичных им документов Русского и Белзского воеводств, постановления съездов и конференций, распоряжения и циркуляры воеводств и каштелянов к землевладельцам по делам созыва сеймиков и конференций, инструкции послам (депутатам) на сеймы, акты выборов депутатов в суды, административные распоряжение краевых и государственных органов власти и другие документы, освещающие политическое, социальное и юридическое положение шляхты на Галичине. Во всех томах «Akta grodzkie i ziemskie…» есть указатели имен с географическими названиями.
Историк М. Грушевский в «Примечаниях» к 5-му тому «История Украины — Руси (Історія України-Руси)» назвал сборник «Akta grodzkie i ziemskie…» «главным основанием для изучения внутренней истории Галичины XIV—XV вв.».